# 燕塘駅
燕塘駅（えんとうえき、中文表記: 燕塘站、英文表記: Yantang Station）は、中華人民共和国広東省広州市天河区燕嶺路に位置する広州地下鉄3号線と6号線の駅。

## 歴史
- 2010年10月30日：3号線の駅として開業[1]。
- 2013年12月28日：6号線の開業により、乗り換え駅となる[2]。

## 駅構造
両線とも島式ホーム1面2線を有する地下駅。

### のりば
| 番線                   | 路線    | 行先               |
| ---------------------- | ------- | ------------------ |
| 3号線ホーム（地下4階） |         |                    |
| 1                      | ■ 3号線 | 体育西路・海傍方面 |
| 2                      | ■ 3号線 | 機場北方面         |
| 6号線ホーム（地下2階） |         |                    |
| 3                      | ■ 6号線 | 香雪方面           |
| 4                      | ■ 6号線 | 潯峰崗方面         |

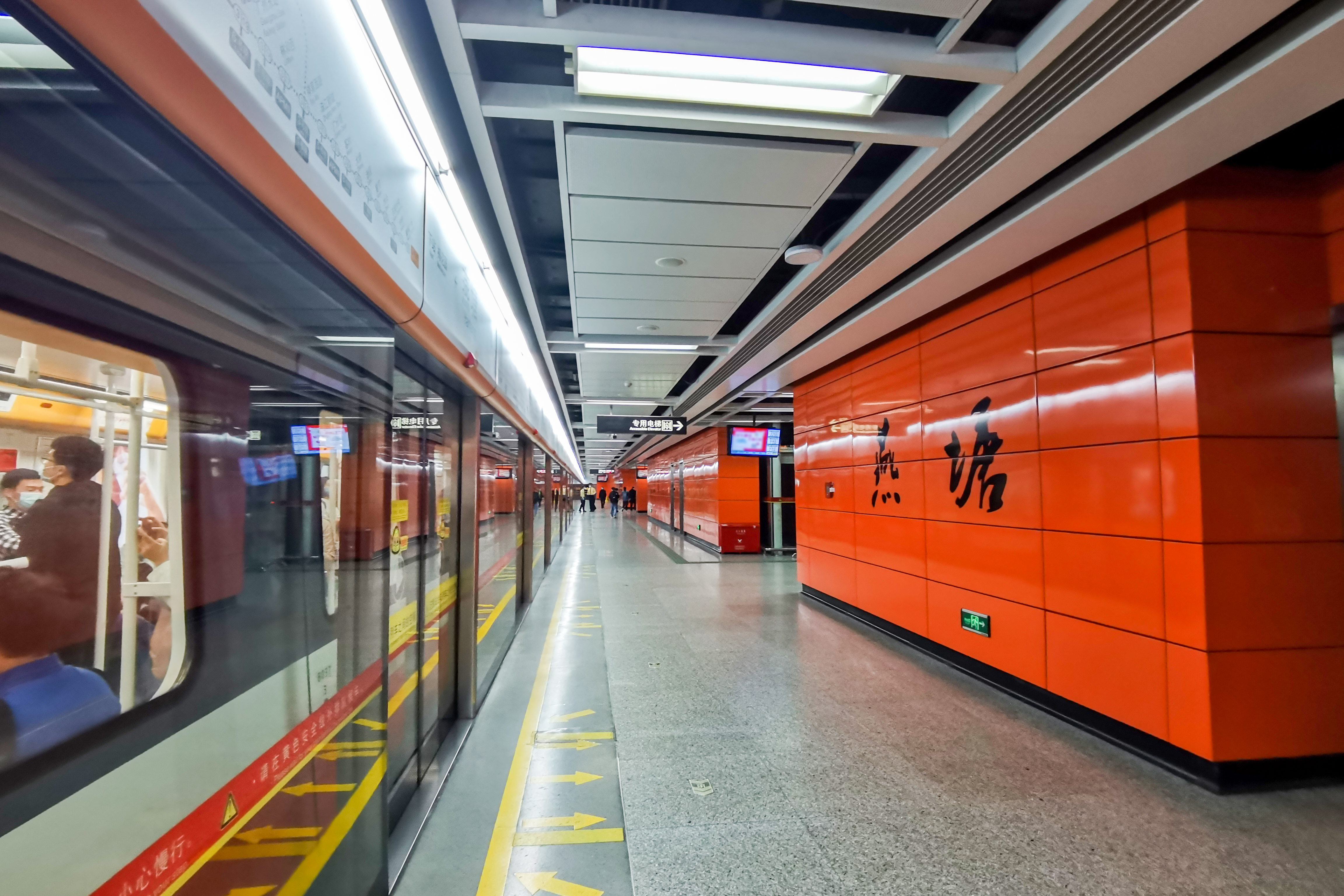
3号線ホーム（2020年4月）
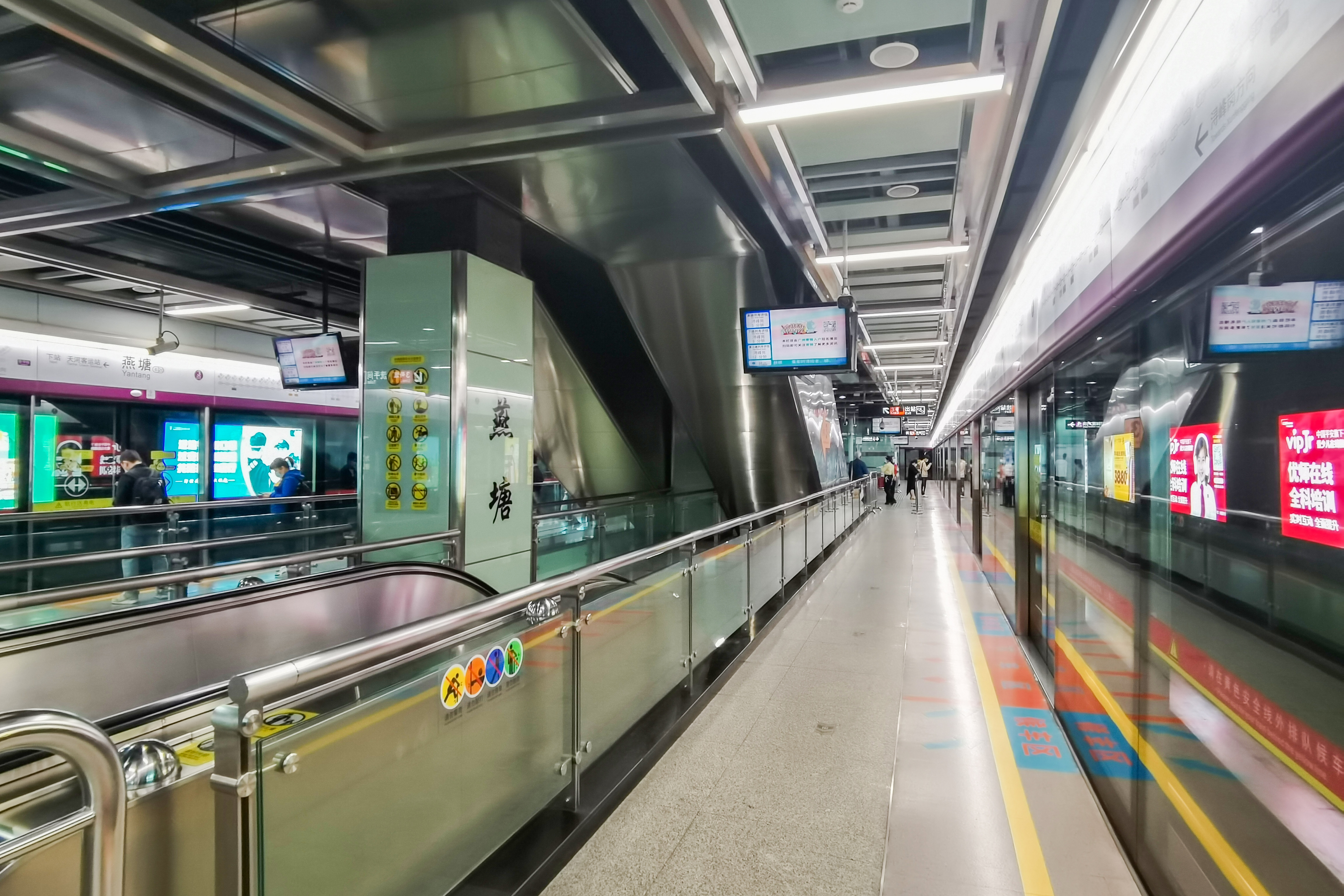
6号線ホーム（2020年4月）
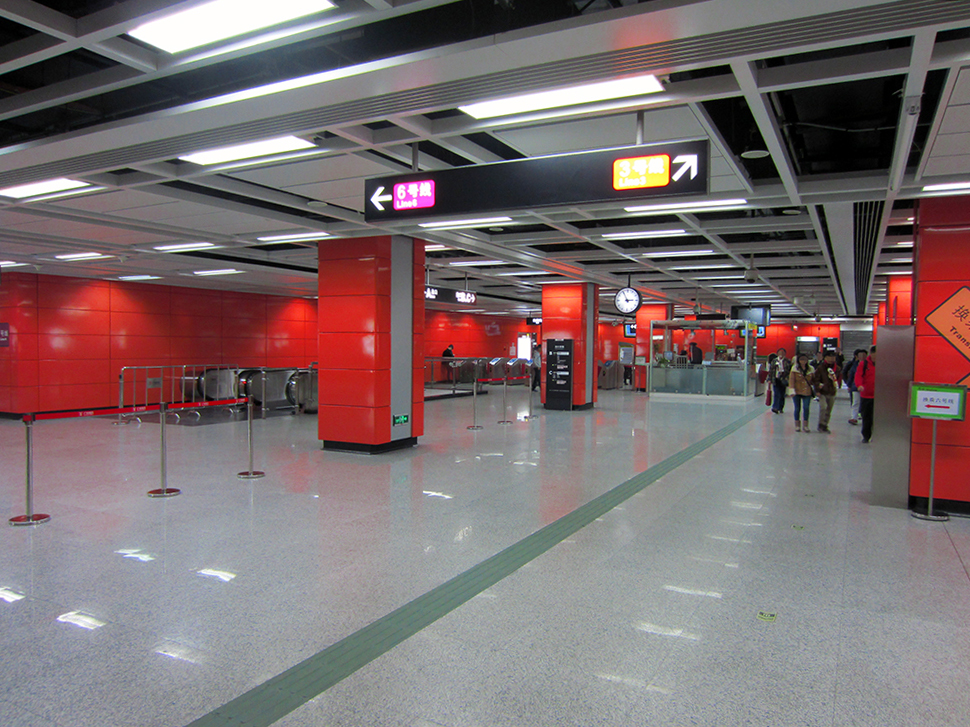
コンコース
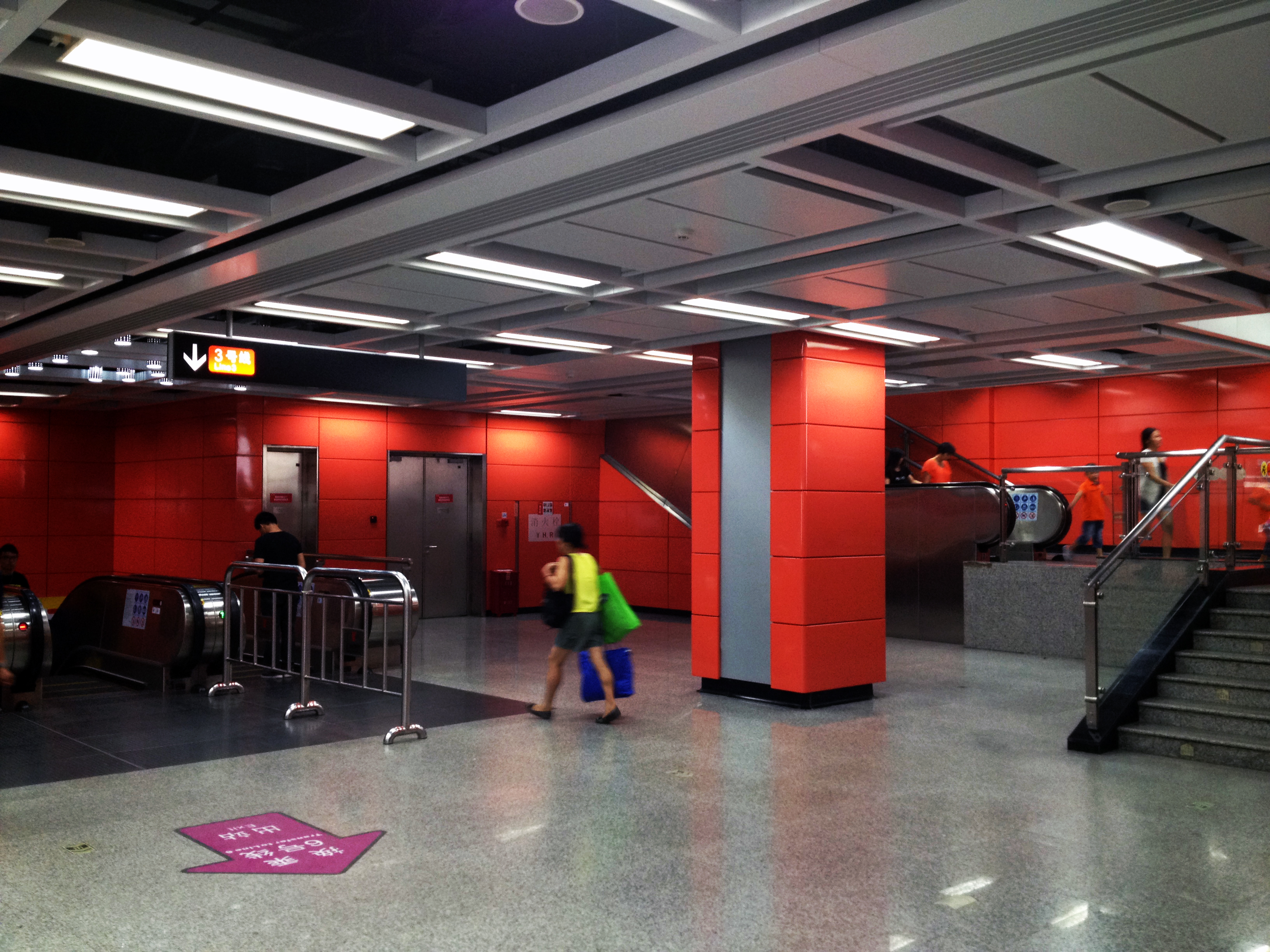
乗換通路

## 駅周辺
- 燕嶺大厦
- 燕塘企業
- 粤墾華資大廈
- 金燕大廈
- 燕僑大廈
- 燕塘広場

## 隣の駅
広州地下鉄
■ 3号線
広州東駅 318 - 燕塘駅 319 - 梅花園駅 320
■ 6号線
天平架駅 619 - 燕塘駅 620 - 天河バスターミナル駅 621